# Abraham Kudemor
Abraham Kudemor (Accra, 25 febbraio 1985) è un ex calciatore ghanese, di ruolo centrocampista.

## Carriera

### Club
Ha giocato nella massima serie dei campionati montenegrino, belga e saudita.